# AviUtl
AviUtl是“KENくん”開發的專有影片編輯軟體。是一個免費軟體。

## 概述
您可以編輯AVI文件並使用各種編解碼器對其進行壓縮。
AviUtl是一個 32 位應用程式，需要一個支持MMX指令集的CPU  。雖然可以做成64位，但是作者KEN提到，“因為很多插件都是在32位的狀態下製作的，如果換成64位，就不能用了  " 所以它目前仍是 32 位軟體。
雖然一般的影片編輯可以只用 AviUtl 本身，但如果使用官網發布的“擴展編輯插件”，可以進行更高級的編輯。具體來說是圖層功能（在其他軟體稱為“軌道”）和效果。
添加志願者開發的插件可以让用户使用各種編碼器（x264 、 NVEnc等）編碼。
原本32位軟體不能使用超過4GB的内存，但是從1.10rc2版本開始，使用共享内存就可以使用超過4GB的記憶體了。
從版本0.99a開始，支援多線程，並推動主要插件的多線程、SIMD優化，和支援使用GPU。
雖然插件可以與AviSynth互換使用，但是 AviUtl 端使用 AviSynth 插件時，如果插件不支援 YUV 12 位格式，數據的準確性可能會發生變化。
還有一些可以與 AviUtl 配合使用的軟體，例如nicotalk （页面存档备份，存于）和Yukkuri MovieMaker （页面存档备份，存于） 。

## 主要功能
- 導入、編輯和保存影片文件
- 分割、合併、刪除影片
- 編碼
- 適用 YouTube 和 Nico Nico Douga [4] [c]的輸出

## 歷史
- 1997 年11月 - 開發開始
- 2003 年8 月 16 日 -版本 0.99 發布。
- 2007 年11 月 3日 - 版本 0.99a 發布。
- 2013 年4 月 1日 - 版本 1.00 發布。
- 2019 年8 月 18 日- 版本 1.10rc1 發布。 [5]
- 2019 年9 月 1 日- 版本 1.10rc2 發布。
- 2019 年10 月 3 日- 版本 1.10 發布。

## 擴展編輯插件
擴展編輯插件是在使用 AviUtl 進行更高級的影片編輯時使用的純正的插件。

### 基本功能
- 字幕，配置文本、和編輯
- 影片大小調整
- 修整
- 擦除合成
- 場景變化
- 色彩構成與加工
- 對圖像的各種效果
- 倒轉影片[d]
- 編輯聲音、加工[e] 、導入BGM

### 可扩展性
在這個軟體，您可以使用腳本語言Lua編寫新的效果。如今，已有大量的腳本可供使用，包括模仿Adobe After Effects插件效果的腳本。
此外，用LuaJIT替換原程序包含的 Lua 5.1 二進制文件（lua51.dll），可以實現進一步的加速，並且可以使用 FFI 等專用 LuaJIT 的庫，因為 LuaJIT 基於 Lua5.1。

## 插件
Aviutl 擁有大量的第三方插件。使用這些插件可以擴展新功能。
插件的副檔名僅通过重命名“.dll”的分為以下幾種。很多插件使用官方網站上發布的 AviUtl 的官方 SDK。
| 過濾器插件   | .auf | 圖像處理和編輯                   |
| 導入插件     | .aui | 讀取其他形式的文件               |
| 導出插件     | .auo | 輸出到其他文件格式               |
| 調色插件     | .auc | 輸入輸出圖像數據時的色彩空間轉換 |
| 語言擴展資源 | .aul | 擴展支持的語言                   |

## 相關書籍
- 「AviUtlではじめる動画編集 (I・O BOOKS)」（勝田 有一朗 (著)、工学社、2013年6月15日)

- 「逆引きAviUtl動画編集 (I・O BOOKS)」（勝田 有一朗  (著)、工学社 、2014年7月1日)

- 「AviUtl 動画編集 実践ガイドブック」（オンサイト  (著) 、技術評論社、2018年3月17日)

## 註解
1. ↑  プラグインによってはMP4ファイルなどを読み込むことが可能である。また、AVIファイルでも読み込めるファイルはプラグインや各種コーデックに依存することがある。
2. ↑  ただし、一部のユーザーからは「設計次第では32bitのプラグインと共生する事はできる」とも言われている。
3. ↑  ただし、別途プラグインが必要
4. ↑  可能ではあるが、かなりな無理をして可能になるものである。
5. ↑  機能も少なく、実用的とはいえまい

## 出處
1. ↑   （页面存档备份，存于）.   [2019-08-18]. （原始内容存档于2021-12-03） （日语）.
2. ↑   （页面存档备份，存于）.   [2020-02-17]. （原始内容存档于2022-09-01） （日语）.
3. ↑  . Twitter.   [2022-05-01]. （原始内容存档于2022-07-27） （日语）.
4. ↑  .   [2021-07-11]. （原始内容存档于2022-07-27）.
5. ↑  .   [2021-07-11]. （原始内容存档于2022-07-27）.

## 相關頁面
- AviSynth
- Audio Video Interleave(AVI)
- 編解碼器

## 外部連結
- AviUtlのお部屋 （页面存档备份，存于）官網